# رادیوم (آریزونا)
رادیوم (به انگلیسی: Radium) یک منطقهٔ مسکونی در ایالات متحده آمریکا است که در آریزونا واقع شده است. رادیوم ۹۹۱ متر بالاتر از سطح دریا واقع شده است.